# Guido Westerwelle
Guido Westerwelle (Bad Honnef, 1961. december 27. – Köln, 2016. március 18.) német jogász, liberális politikus. 2001–2011 között a Német Szabaddemokrata Párt (FDP) elnöke, 2009–2011 között Németország külügyminisztere és alkancellár Angela Merkel második kabinetjében.

## Élete
Westerwelle Bad Honnefben született, 1961-ben. A középiskola elvégzése után 1980 és 1987 között a Bonni Egyetemen tanult jogot. 1991-től ügyvédként praktizált, doktori fokozatát 1994-ben szerezte meg.
1980-ban lépett be az Német Szabaddemokrata Pártba. Egyik alapítója, majd 1983 és 1988 között elnöke az FDP ifjúsági szervezetének. 1988-tól a FDP vezető testületének tagja, 1994-ben a párt főtitkárává választották. 1996-ban a Bundestag képviselője lett.  2001-ben átvette a párt vezetését Wolfgang Gerhardttól. 2006-tól a párt frakcióvezetője is volt. 
2004. július 20-án Angela Merkel 50. születésnapi rendezvényén párjával, Michael Mronz kölni üzletemberrel jelent meg, egyértelművé téve, hogy magánélete már nem tabu. Nyíltan felvállalta homoszexualitását. 2010-ben házasodott össze partnerével.
2009-ben Németország külügyminisztere és alkancellár lett. A CDU/CSU-val való együttkormányzás azonban felőrölte a liberálisokat. A 2011-es tartományi választásokon pártja rosszul szerepelt, ezért lemondott a pártelnöki posztról, de a külügyminiszteri tisztségét a 2013-ig tartó kormányzati ciklus végig megtartotta. A 2013-as Bundestag-választáson az FDP nem érte el az 5%-os küszöböt és kiesett a szövetségi törvényhozásból, ezután visszavonult a politikától.
2014-ben állapítottak meg leukémiát nála és 2016-ban hunyt el.